# Carolina Rosi
Carolina Rosi (ur. 26 grudnia 1965 w Rzymie) – włoska aktorka.

## Biografia
Carolina Rosi urodziła się w Rzymie 26 grudnia 1965. Ojciec Francesco Rosi był reżyserem. W 1982 roku ukończyła St. George’s British International School w Rzymie. Pracowała jako modelka i projektantka mody w Mediolanie dla domu mody Krizia. Następnie studiowała w Narodowej Akademii Sztuk Dramatycznych w Rzymie (wł. Accademia nazionale d’arte drammatica „Silvio D’Amico”), zdobywając dyplom w 1988 roku. Karierę filmową rozpoczęła w 1987 roku, występując w filmie wyreżyserowanym przez ojca pt. Kronika zapowiedzianej śmierci na podstawie powieści Gabriela G. Márqueza. Jeszcze w 1987 wystąpiła w filmie Ti presento un’amica w reżyserii Francesco Massaro. W następnych latach zagrała w komedii Pigmalione 88 w reżyserii Flavia Mogheriniego (1988), w Barwach nienawiści w reżyserii Pasquale Squitieriego (1989) oraz w Senatorze wyreżyserowanym przez ojca (1990).
W 1993 roku gra Hagar w filmie telewizyjnym Abraham w reżyserii Josepha Sargenta. W kolejnych latach występuje w następujących produkcjach telewizyjnych: La famiglia Ricordi (miniserial w reżyserii Maura Bologniniego, 1995), Voci notturne (miniserial na podstawie scenariusza Pupiego Avatiego, w reżyserii Fabrizia Laurentiego, 1995). Wystąpiła również w koprodukcjach: w Netchaiev est de retour u boku Yvesa Montanda wyreżyserowanym w 1991 roku przez Jacquesa Deray’a oraz w Au nom du pere et du fils wyreżyserowanym w 1991 roku przez Patrice Noia.
Aktorka występuje też w teatrze. Od 2013 roku była żoną aktora Luca De Filippo, do jego śmierci w 2015 roku. W 2017 roku Carolina Rosi otrzymała nagrodę na Mitreo Film Festival, zaś w 2019 roku przyznano jej Premio Minerva alle Arti.